# Топталов, Николай Григорьевич
Никола́й Григо́рьевич Топталов (1911, Санкт-Петербург — неизвестно) — советский футболист, защитник. Младший брат футболиста Василия Топталова.
В чемпионате СССР провёл два матча за ленинградскую команду «Красная заря». 16 июня 1936 года провёл весь матч против московского «Динамо», 1 октября 1937 во втором тайме заменил брата в матче против ЦДКА.